# Drypetes principum
Drypetes principum là một loài thực vật có hoa trong họ Putranjivaceae. Loài này được (Müll.Arg.) Hutch. mô tả khoa học đầu tiên năm 1912.